# Cornelis Brisé
Cornelis Brisé, auch Brise oder Brizée (geboren 1621 oder 1622 in Haarlem; gestorben um 1670 in Amsterdam) war ein holländischer Stillleben- und Porträtmaler.

## Leben
Brisé war ein Sohn von Pieter Briese und dessen Frau Josijntje (geborene van Hooren) sowie der Bruder von Nicolaes Brisé. Am 22. September 1640 heiratete er Ida Cornelis (gestorben 1663). Um 1642 hielt er sich in Rom auf. Er arbeitete bei einigen Werken gemeinsam mit Anthonie de Grebber und seinem Bruder Pieter de Grebber. Nach dem Tod seiner ersten Frau vermählte er sich am 6. Juli 1663 in Amsterdam Marie Jans „Marrike“ Marcus (1645–nach 1670). Zu dieser Zeit war er als Kastellan der Schouwburg (Theater) an der Keizersgracht tätig (bis 1665). Nach seinem Tod heiratete seine Witwe im Jahr 1670 den Maler Govert van der Leeuw. Er fertigte überwiegend Stillleben, die Jagdausrüstung darstellen und einige Porträts. Zwei große bemalten Herolde (allegorische Gemälde zur Verherrlichung des Prinzen Friedrich Heinrich) im Oranjesaal im Huis ten Bosch in Den Haag, werden ihm zugeschrieben.

## Werke (Auswahl)

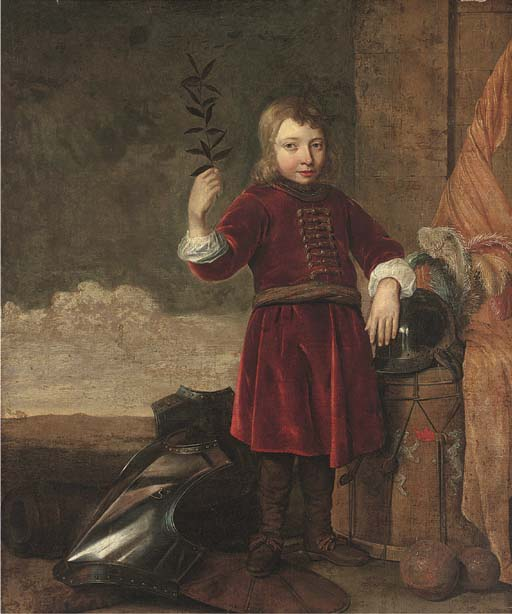
Jungenporträt (1654)

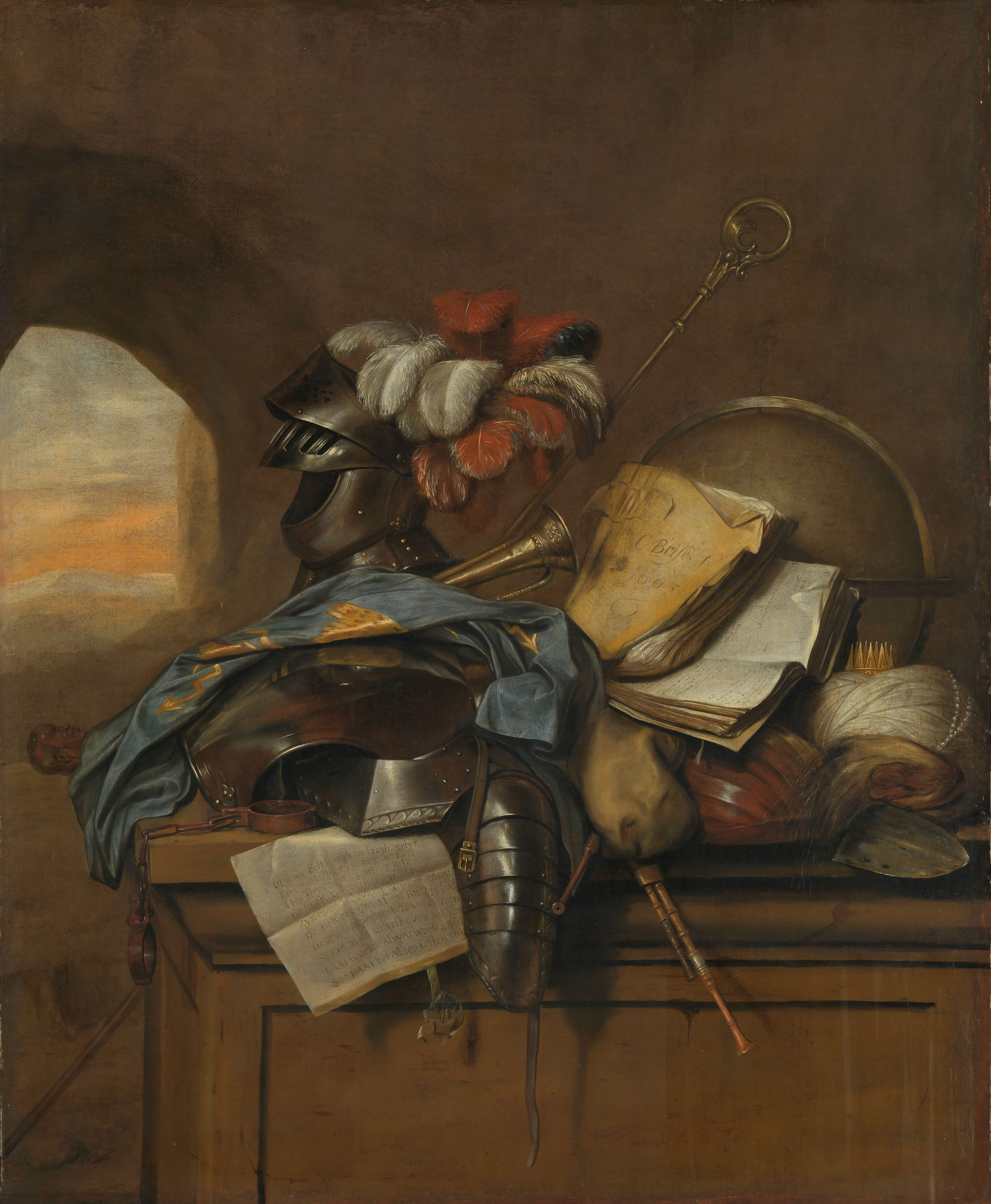
Vanitas Stillleben (1665)

- Porträt eines jungen Mannes in rotem Mantel 1652 (befand sich im Jahr 1886 in einer Amsterdamer Auktion).
- Für ein Jungenporträt 1654 von Pieter de Grebber malte er die Rüstung.
- Für das Schatzzimmer des Amsterdamer Rathauses die Darstellung verschiedener miteinander verbundener Akte, die von Vondel und Vos besungen wurden (sie schrieben gereimte Verse zu den Bildern), 1656 (später im Stedelijk Museum).
- Kontobücher des Amsterdamer Finanzamtes (Stillleben) 1656.
- Jagdausrüstung an einer Bretterwand 1658, Leinwand, 202 × 268 cm.
- Entwürfe oder Projekte für Triumphwagen anlässlich des feierlichen Einzugs von Luise Henriette von Oranien, Gemahlin des Großen Kurfürsten von Brandenburg, im August 1659 in Amsterdam.
- Verzierung der Orgeltüren in der Alten Kirche (Oude Kerk in Amsterdam) mit Musikinstrumenten 1663.
- Vanitas Stillleben 1665 (auf dem Blatt mit C. Brisé und dem Jahr 1665 signiert).